# Герман IV (архієпископ Кельна)
Герман IV Мирний (нім. Hermann IV. der Friedsame; бл. 1450 — 19 жовтня 1508) — церковний і державний діяч Священної Римської імперії, 48-й архієпископ Кельна-курфюрст і 20-й герцог Вестфалії в 1480—1508 роках.

## Життєпис
Походив з Гессенського дому. Третій син Людвіга I, ландграфа Гессену, та Анни Саксонської. Народився 1450 року. Замолоду призначено для церковної кар'єри. Доволі швидко отримав посади пробста монастиря Св. Марії в Аахені, Фріцларського собору, деканом церкви Св. Гереона в Кельні, каноніком Кельнського і Майнцького соборів.
1461 року стає членом капітулу Кельнського собору. 1462 року поступив до Кельнського університету. Потім навчався в Карловому університеті. 1463 року стає членом капітулу Майнцького собору. 1465 року обирається схоластиком собору в Вормсі.
1470 року за посередництва Германа було завершено війну між його братами Людвігом II і Генріхом III. 1471 року претендував на посаду єпископа Гільдесгайму, але зрештою відмовився від посади через труднощі визнання з боку Папського престолу. 1474 року очолив нове повстання станів і міст проти Рупрехта Віттельсбаха, архієпископа Кельнського. Отримав посаду капітана і захисника архієпископства. Невдовзі опинився обложеним в Нойсі військами Рупрехта та його союзника Карла I, герцога Бургундії. Успішно організував облогу, змусивши супротивнників 1475 року відступити.
Продовжив боротьбу проти архієпископа Кельнського, якого зрештою в березні 1478 року було схоплено. Після цього Германа Гессенського було призначено адміністратором архієпископства. 1480 року після смерті Рупрехта Віттельсбаха обирається новим очільником Кельнської єпархії. Вже того ж року отримав підтвердження обрання від папи римського Сікста IV. Але регалії від імператора Фрідріха III Габсбурга надійшли лише 1485 року.
Передусім зосередив увагу на відновленні господарства, налагодженні стосунків зі станами і містами, поліпшенні церковного життя.
1483 року після смерті свого брата Генріха III взяв опіку над небожем Вільгельмом III, ландграфом Верхнього Гессену. Керував цим володінням до 1489 року, коли передав владу Вільгельму III.
1495 року призначається коад'ютором Падерборнського єпископства. 1498 року після смерті Симона III Ліппе стає новим князем-єпископом Падерборна (як Герман I). В боротьбі за цю посаду проти Філііппа Клевського отримав допомогу німецького короля Максиміліана I Габсбурга і папи римського Олександра VI.
1500 року 40 васалів Падерборнської єпархії визнали його сюзеренні права. Герману Гессенському також вдалося відновити свої права в Гельмарсгаузені, Марсберзі та Дельбрюку. 1501 року заснував парафію в Беверні, де 1506 року освятив церкву. Того ж року перетворив цистерціанський монастир Св. Ульріха на бенедиктинський. Разом з тим 1501 року приєднав Корвейський монастир до бурсфельдської конгрегації. У місті Білефельд 1503 року заснував конвент августинської церкви Св. Сюстерна і звів до 1507 року францисканський монастир Св. Йодока.
Багато уваги приділяв розвитку монастирів і церкрв в своїх єпархіях. Також надавав допомогу собору у Вормсі. Після чуми і пожежі в Падерборні у 1503 і 1506 роках відповідно намагався відновити тамтешне господарство. Помер 1508 року в Поппельсдорфі. Поховано в Кельнському соборі. Новим архієпископом став Філіпп II фон Даун.

## Родина
- 2 позашлюбні сини.